# Stefan Löffelhardt
Stefan Löffelhardt (* 1959 in Biberach) ist ein deutscher Bildhauer. Er entwickelt skulpturale, fotografische und zeichnerische Landschaften.

## Leben und Werk
Nach seiner Ausbildung zum Bildhauer (1982–1985) studierte er an der Akademie der Bildenden Künste München und an der Kunstakademie Düsseldorf. Dort war er unter anderem Schüler bei Günther Uecker. Parallel zu seinem bildhauerischen Werk, das Installationen und Plastiken umfasst, fertigt Stefan Löffelhardt fotografische Kompositionen an. Er referiert hierbei häufig auf das Thema der Landschaft, das er mit Gebrauchsmaterialien (Verpackungsfolie, Holz, Gips, Draht, Glas etc.) des urbanen und industriellen Umfelds kombiniert. Seit 2008 sind außerdem großformatige Bleistiftzeichnungen zum Repertoire seines künstlerischen Schaffens hinzugekommen. 
Löffelhardts Arbeiten sind Bestandteil internationaler privater und institutioneller Sammlungen. 
Löffelhardt lebt und arbeitet in Düsseldorf.

## Einzelausstellungen
- 2016: Tisch, Mies van der Rohe Haus, Berlin
- 2013: PAG Zeichnungen, Aurel Scheibler, Berlin
- 2012: Vor7, Galerie Ute Parduhn, Düsseldorf
- 2011: to Neanderthal, Galerie Hartmann, Wien
- 2009: drei Wünsche, DREI Raum für Gegenwartskunst, Köln
- 2009: ScheiblerMitte, Berlin
- 2009: Tal Grund, Galerie im Taxis Palais, Innsbruck
- 2008: Wohnung in Düsseldorf, Galerie Ute Parduhn, Düsseldorf
- 2007: Galerie Lionel Hustinx, Lüttich, Belgien
- 2006: Organische Konstrukte (mit Simone Nieweg), Kunstverein Recklinghausen
- 2005: Nützliche Dinge – Zeichnungen, Galerie Ute Parduhn, Düsseldorf
- 2005: STO.STO., Galerie Aurel Scheibler, Köln
- 2005: Förderkoje Art Cologne 2005, Köln
- 2004: BLACHFELD Stücke, Galerie Aurel Scheibler, Köln
- 2003: BLACHFELD, Cuxhavener Kunstverein, Cuxhaven
- 2001: Atlantis, Interfood Vitrine, Aachen
- 2000: Landschaft D, Escale, Düsseldorf
- 1999: Pico, Galerie Parduhn, Düsseldorf
- 1999: Gig, Ausstellungsraum SITE, Düsseldorf
- 1998: Glashaus, Schloss Pillnitz, Dresden
- 1994: Entwurf, Galerie Brusten, Wuppertal
- 1994: Vier Pfeiler, Wandbild in der Bibliotheca Hertziana, Rom
- 1992: Denken, Arbeitsraum Färberstrasse, Düsseldorf,
- 1989: Raumgewinn, Galerie Lothringerstrasse, München

## Gruppenausstellungen
- 2008: Coming into Focus: Jeane von Oppenheim and Photography at the Norton, Norton Museum, West Palm Beach, FL
- 2008: SUPERNATURAL, Kunsthalle Andratx, Mallorca
- 2008: Drei Raum für Gegenwartskunst, Köln
- 2007: SkulpturSkulptur, Kunstmuseum Mülheim an den Ruhr
- 2007: Max. Durchfahrtshöhe, ScheiblerMitte, Berlin
- 2006: Casa Mia, Laden Hildebrandtstraße, Düsseldorf
- 2006: Rachel #2, Laden Hermannstraße 44, Düsseldorf
- 2006: Galerie Asim Chughtai, Berlin
- 2006: BIG CITY LAB, Art Forum Berlin
- 2005: Invited, Murray Guy Gallery, New York
- 2004: Zwischenwelten, Museum Haus Esters, Krefeld
- 2003: Vor der Arbeit, Bahnhof Eller, Düsseldorf
- 2002: Bogenschütze, M. Ambach, Neuss
- 2002: Blache, Studienstiftung des deutschen Volkes, Bonn
- 2001: URBAN VIEWS, Galerie Parduhn, Düsseldorf
- 2000: Landschaft DD, Oktogon, Dresden
- 2000: Landschaft DD, Kunsthalle Düsseldorf
- 1999: Wasserfahrzeug, Art Forum Berlin, Berlin
- 1998: Tisch und Regal, Kunsthalle Düsseldorf
- 1993: Wandtafel, Galerie Maerz, Linz